# جک ویلشر
جک اندرو گری ویلشر (به انگلیسی: Jack Andrew Garry Wilshere) بازیکن سابق فوتبال اهل انگلستان است.
او زمانی که نه سال بیشتر نداشت در سال ۲۰۰۱ به آرسنال پیوست و در آکادمی و تیم ذخیره‌ها مراحل پیشرفتش را طی کرد تا اینکه توانست در فصل ۲۰۰۹–۲۰۰۸ خود را به تیم اصلی برساند.
جک زمانی که در سپتامبر ۲۰۰۸ مقابل بلکبرن روورز به عنوان بازیکن ذخیره به میدان رفت، ۱۶ سال و ۲۵۶ روز داشت و به این ترتیب رکورد جوان‌ترین بازیکن در ترکیب اصلی تاریخ آرسنال را که تا قبل از این به فابرگاس تعلق داشت را از آن خود کرد.
جک زمانی که ۱۷ ساله شد با باشگاه قرارداد حرفه‌ای امضا کرد. وی در قهرمانی جام حذفی جوانان در فصل ۲۰۰۹–۲۰۰۸ نقش بسیار مؤثری داشت.
آرسن ونگر سرمربی پیشن آرسنال در مورد ویلشر می‌گوید:
هروقت جک اون روزی که داره فوتبال بازی میکنه آماده باشه مدافعین حریف روز سیاهشونو بایستی بگذرونن.
سرعت بالا. تکنیک فوق‌العاده. پاس‌های دقیق توی محوطه جریمه از خصوصیات بارز این بازیکن بریتانیای است.
ویشلر اکنون متأهل است و سومین فرزند وی نیز در سال ۲۰۱۸ به دنیا آمد.